# Temnitzquell

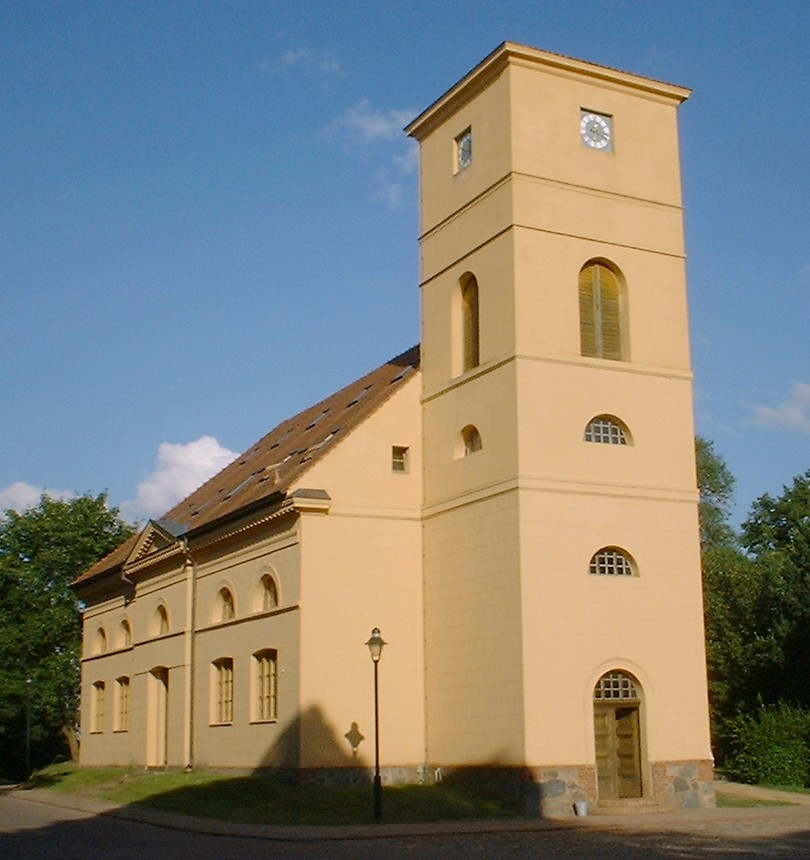
Temnitzkirche Netzeband

Temnitzquell ist eine Gemeinde im Landkreis Ostprignitz-Ruppin in Brandenburg. Sie wird vom Amt Temnitz verwaltet.

## Geographie
Die Gemeinde liegt ca. 15 km nordwestlich der Kreisstadt Neuruppin und 70 km von Berlin entfernt. Südlich des Ortsteils Katerbow liegt der etwa 2 km lange Katerbower See, der zu den Ausläufern der Mecklenburgischen Seenplatte gehört.

## Gemeindegliederung
Zur Gemeinde Temnitzquell gehören folgende Ortsteile und Wohnplätze:
OrtsteileKaterbow, Netzeband, Rägelin
WohnplätzeBuchenhaus, Bütow, Darsikow, Dünamünde, Eichengrund, Horst, Katerbower Mühle, Pfalzheim

## Geschichte
Darsikow entwickelte sich als Gutsort in der Hand verschiedener Adelsgeschlechter, teils auch in bürgerlichen Händen der Familie Vielhack oder briefadeliger Familien. Zuletzt stellten die 1906 und dann 1908 in den Preußischen Adelsstand nobilitierten Brüder Theodor von Rautenstrauch (1873–1907) und als dessen Erbe der Bankier Eugen Adolf Wilhelm von Rautenstrauch (1879–1956), den jeweiligen Gutsherrn, bis zur Bodenreform 1945. Das Gutshaus Darsikow bewohnte der Verwalter und Förster Wilhelm Lichte. Familie Rautenstrauch lebte in Köln und trat dort als Mäzen des Rautenstrauch-Joest-Museum aktiv in Erscheinung.
Katerbow und Rägelin gehörten seit dem 14. Jahrhundert zur Herrschaft Ruppin und seit 1524 zum Kreis Ruppin in der Mark Brandenburg.
Netzeband wurde erstmals am 2. Mai 1232 urkundlich als Nyzzebant erwähnt. Es gehörte lange Zeit zu Mecklenburg-Schwerin und war zeitweise die südlichste mecklenburgische Gemeinde. Bis 1937 war es eine Enklave innerhalb der preußischen Provinz Brandenburg. Im Ort entwickelte sich ein Gutssitz in Händen von Adelsfamilien, dessen Besitzer über die Zeit zunächst häufig wechselten. Die letzten zwei Jahrhunderte stelle die gräfliche Familie von Königsmarck, auch auf Schloss Plaue, den Besitzer, u. a. Hans von Königsmarck. Um 1928 betrug für dessen Nachfahren die Größe des Gutes Netzeband etwa 2290 ha. Es unterlag im Jahr 1945/46 der Bodenreform in der Sowjetischen Besatzungszone. Nach der deutschen Wiedervereinigung waren Teile von Netzeband in den 1990er Jahren von Verfall bedroht. Durch die Initiative eines Investors erlebte der Ort eine Revitalisierung.
Ab 1952 gehörten die Orte zum Kreis Neuruppin im DDR-Bezirk Potsdam. Seit 1993 liegen sie im brandenburgischen Kreis Ostprignitz-Ruppin.
Die Gemeinde Temnitzquell entstand am 30. Dezember 1997 durch den freiwilligen Zusammenschluss der bis dahin selbständigen Gemeinden Katerbow, Netzeband und Rägelin.

## Bevölkerungsentwicklung
| Jahr | Einwohner |
| ---- | --------- |
| 1997 | 858       |
| 2000 | 852       |
| 2005 | 857       |
| 2010 | 811       |
| 2015 | 756       |

| Jahr | Einwohner |
| ---- | --------- |
| 2020 | 800       |
| 2021 | 803       |
| 2022 | 775       |
| 2023 | 774       |
| 2024 | 756       |

Gebietsstand des jeweiligen Jahres, Einwohnerzahl: Stand 31. Dezember, ab 2011 auf Basis des Zensus 2011, ab 2022 auf Basis des Zensus 2022

## Politik

### Gemeindevertretung
Die Gemeindevertretung von Temnitzquell besteht aus zehn Gemeindevertretern und dem ehrenamtlichen Bürgermeister. Die Kommunalwahl am 26. Mai 2019 führte zu folgendem Ergebnis:
| Wählergruppe                                        | Stimmenanteil | Sitze |
| --------------------------------------------------- | ------------- | ----- |
| Wählergruppe Brandenburgische Gemeinde Temnitzquell | 24,2 %        | 2     |
| Bürger für Temnitzquell                             | 15,0 %        | 2     |
| Einzelbewerberin Gabriela Wäbersky                  | 11,6 %        | 1     |
| Einzelbewerber Henrik Stamer                        | 08,4 %        | 1     |
| Einzelbewerber Harri Graf                           | 08,3 %        | 1     |
| Einzelbewerber Ulf Gentikow                         | 07,3 %        | 1     |
| Einzelbewerber Tino Schulze-Brandies                | 05,5 %        | 1     |
| Einzelbewerber Rüdiger Rogge                        | 05,4 %        | 1     |
| Einzelbewerberin Charis Riemer                      | 04,0 %        | –     |
| Einzelbewerber Martin Bülow                         | 03,8 %        | –     |
| Wählergruppe Kreisbauernverband Ostprignitz-Ruppin  | 03,2 %        | –     |
| Einzelbewerber Wolf-Peter Kageler                   | 02,0 %        | –     |
| Einzelbewerber Remo Kohlhase                        | 01,4 %        | –     |

### Bürgermeister
- 1998–2014: Helmut Braun[15]
- 2014–2019: Johannes Oblaski (SPD)[16]
- seit 2019: Bernd Müller (Wählergruppe Brandenburgische Gemeinde Temnitzquell)[17]

Müller wurde bei der Bürgermeisterwahl am 9. Juni 2024 ohne Gegenkandidat mit 81,2 % der gültigen Stimmen für eine weitere Amtszeit von fünf Jahren zum ehrenamtlichen Bürgermeister gewählt.

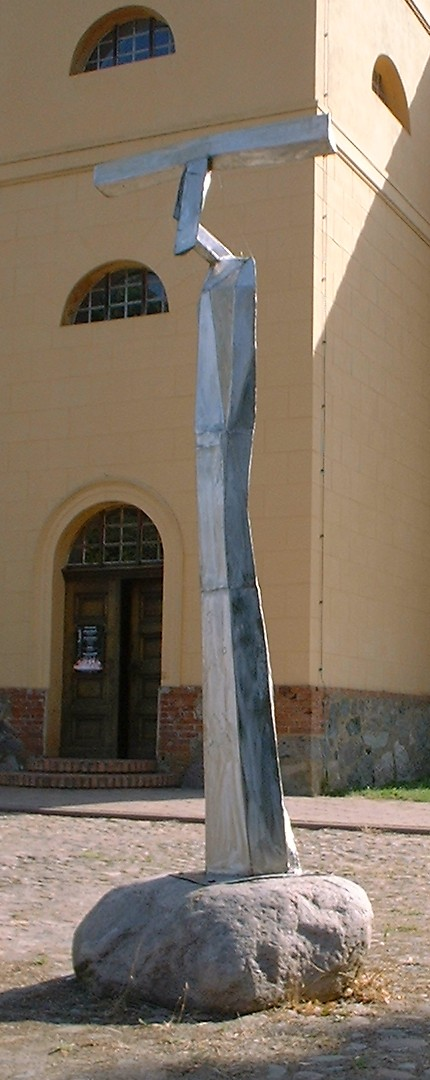
„Parzival I“

## Sehenswürdigkeiten
- Temnitzkirche in Netzeband, als Zentrum für Kunst und Kultur genutzt
- Gedenkstein für die Opfer des Todesmarsches des KZ Sachsenhausen vom April 1945 an der Straße nach Frankendorf
- Parzival I, Stahlskulptur (1994) von Matthias Zágon Hohl-Stein vor der Temnitzkirche
- Slawischer Burgwall im Ortsteil Netzeband

## Verkehr
Die Gemeinde liegt an der Landesstraße L 18 zwischen Herzsprung und Neuruppin. Die Autobahn A 24 Berlin–Hamburg verläuft durch das Gemeindegebiet. Bis zur Anschlussstelle Herzsprung sind es etwa 10 km.
Der Haltepunkt Netzeband liegt an der Bahnstrecke Wittstock (Dosse)–Neuruppin. Er wird von der Regional-Express-Linie RE 6 Wittenberge–Berlin-Charlottenburg, dem Prignitz-Express, bedient.